# Árni M. Mathiesen

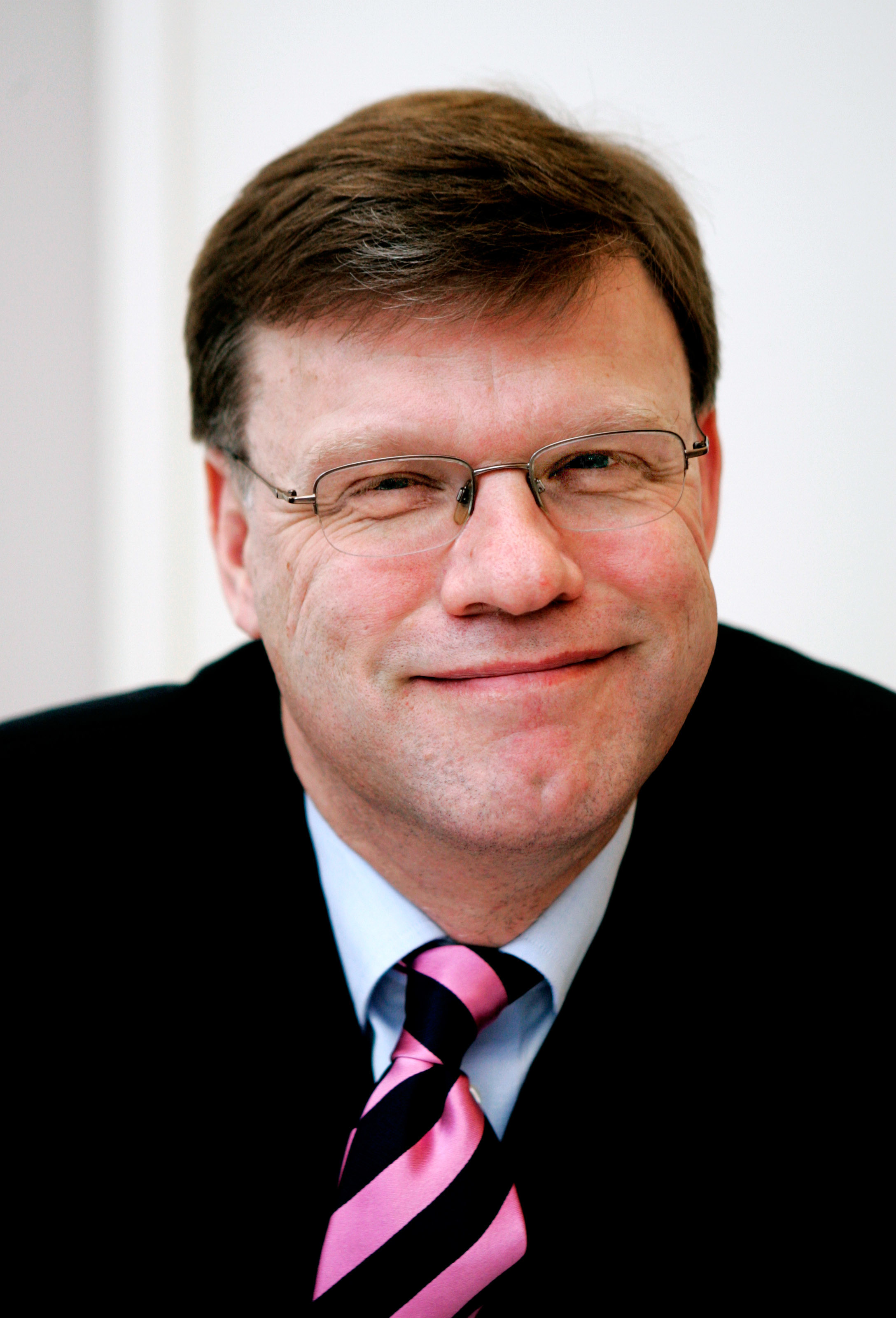
Árni M. Mathiesen 2006.

Árni Matthías Mathiesen (* 2. Oktober 1958 in Reykjavík) ist ein isländischer Politiker (Unabhängigkeitspartei) und war zwischen 2005 und 2009 Finanzminister von Island.

## Leben
Der Sohn des ehemaligen Ministers Matthías Mathiesen studierte bis 1983 Veterinärmedizin an der Universität Edinburgh. Anschließend spezialisierte er sich auf Meerestiere und machte 1985 den Master of Science in Fischpathologie an der Universität Stirling. Die darauffolgenden Jahre arbeitete er als Veterinär. 1991 wurde er Abgeordneter des isländischen Parlaments Althing, dem er bis 2009 angehörte, zunächst für den Südwestlichen Wahlkreis, seit 2007 für den Südlichen Wahlkreis. 1999 wurde er Fischereiminister und 2005 wechselte er ins Finanzministerium. Am 1. Februar 2009 wurde Steingrímur J. Sigfússon sein Nachfolger als Finanzminister.